# Geoffrey Sax
Geoffrey Sax, crédité parfois de Geoff Sax, est un réalisateur britannique de films et de séries télévisées.

## Filmographie

### Réalisateur
- 2013 : Murder on the Home Front (téléfilm)
- 2011 : Christopher et Heinz (Christopher and His Kind) (téléfilm)
- 2010 : Frankie et Alice (Frankie and Alice)
- 2006 : Alex Rider : Stormbreaker (Stormbreaker)
- 2005 : La Voix des morts (White Noise)
- 2003 : Margery and Gladys (téléfilm)
- 2002 : Tipping the Velvet (mini-série télévisée)
- 2002 : Braquage au féminin (Widows) (mini-série télévisée)
- 2001 : Othello (téléfilm)
- 2000 : Clocking Off (série télévisée)
- 1998 : Killer Net (série télévisée)
- 1997 : Van Helsing Chronicles (téléfilm)
- 1996 : Ruby Jean and Joe (téléfilm)
- 1996 : Doctor Who (téléfilm)
- 1995 : Broken Trust (téléfilm)
- 1992-1993 : Les Règles de l'art (série télévisée)
- 1993 : Circle of Deceit (téléfilm)
- 1992 : Arnaque au soleil (Framed) (série télévisée)
- 1991 : Sleepers (série télévisée)
- 1988-1990 : Bergerac (série télévisée)
- 1987-1990 : The New Statesman (série télévisée)
- 1989 : Storyboard (série télévisée)
- 1986 : The Disputation (téléfilm)
- 1986 : Spitting Image (série télévisée)
- 1984 : Messiah (téléfilm)
- 1979-1980 : End of Part One (série télévisée)
- 1980 : Him and His Magic (téléfilm)
- 1979 : Cannon & Ball (série télévisée)
- 1979 : Canned Laughter (court-métrage TV)
- 1978 : The London Weekend Show (série télévisée)